# Bzenecká Doubrava - Strážnické Pomoraví
Bzenecká Doubrava - Strážnické Pomoraví este o arie protejată (arie de protecție specială avifaunistică — SPA) din Republica Cehă întinsă pe o suprafață de 11.725,39 ha, integral pe uscat.

## Localizare
Centrul sitului Bzenecká Doubrava - Strážnické Pomoraví este situat la coordonatele 48°55′44″N 17°15′48″E / 48.928889°N 17.263333°E.

## Înființare
Situl Bzenecká Doubrava - Strážnické Pomoraví a fost declarat arie de protecție specială avifaunistică în ianuarie 2005 pentru a proteja 6 specii de animale.

## Biodiversitate
Situată în ecoregiunea panonică, aria protejată nu include niciun habitat protejat.
La baza desemnării sitului se află mai multe specii protejate de  păsări (6): caprimulg (Caprimulgus europaeus), barză albă (Ciconia ciconia), erete de stuf (Circus aeruginosus), ciocănitoarea de stejar (Dendrocopos medius), ciocănitoare de grădină (Dendrocopos syriacus), ciocârlie de pădure (Lullula arborea).